# Umbrina cirrosa
Espèce
L'ombrine commune (Umbrina cirrosa) est une espèce de poissons marins de la famille des Sciaenidae.